# Condado de Miami (Kansas)
O Condado de Miami é um dos 105 condados do Estado americano de Kansas. A sede do condado é Paola, e sua maior cidade é Paola. O condado possui uma área de 1 528 km² (dos quais 35 km² estão cobertos por água), uma população de 28 351 habitantes, e uma densidade populacional de 19 hab/km² (segundo o censo nacional de 2000). O condado foi fundado em 25 de agosto de 1855.